# Шафісгайм
Шафісгайм (нім. Schafisheim) — громада  в Швейцарії в кантоні Ааргау, округ Ленцбург.

## Географія
Громада розташована на відстані близько 75 км на північний схід від Берна, 8 км на схід від Аарау.
Шафісгайм має площу 6,3 км², з яких на 20,8% дозволяється будівництво (житлове та будівництво доріг), 37,9% використовуються в сільськогосподарських цілях, 40,9% зайнято лісами, 0,5% не є продуктивними (річки, льодовики або гори).

## Демографія
2019 року в громаді мешкало 3031 особа (+8,8% порівняно з 2010 роком), іноземців було 20,3%. Густота населення становила 479 осіб/км².
За віковим діапазоном населення розподілялося таким чином: 20,6% — особи молодші 20 років, 61,5% — особи у віці 20—64 років, 18% — особи у віці 65 років та старші. Було 1243 помешкань (у середньому 2,4 особи в помешканні).
Із загальної кількості 4233 працюючих 49 було зайнятих в первинному секторі, 566 — в обробній промисловості, 3618 — в галузі послуг.